# Rudíkov

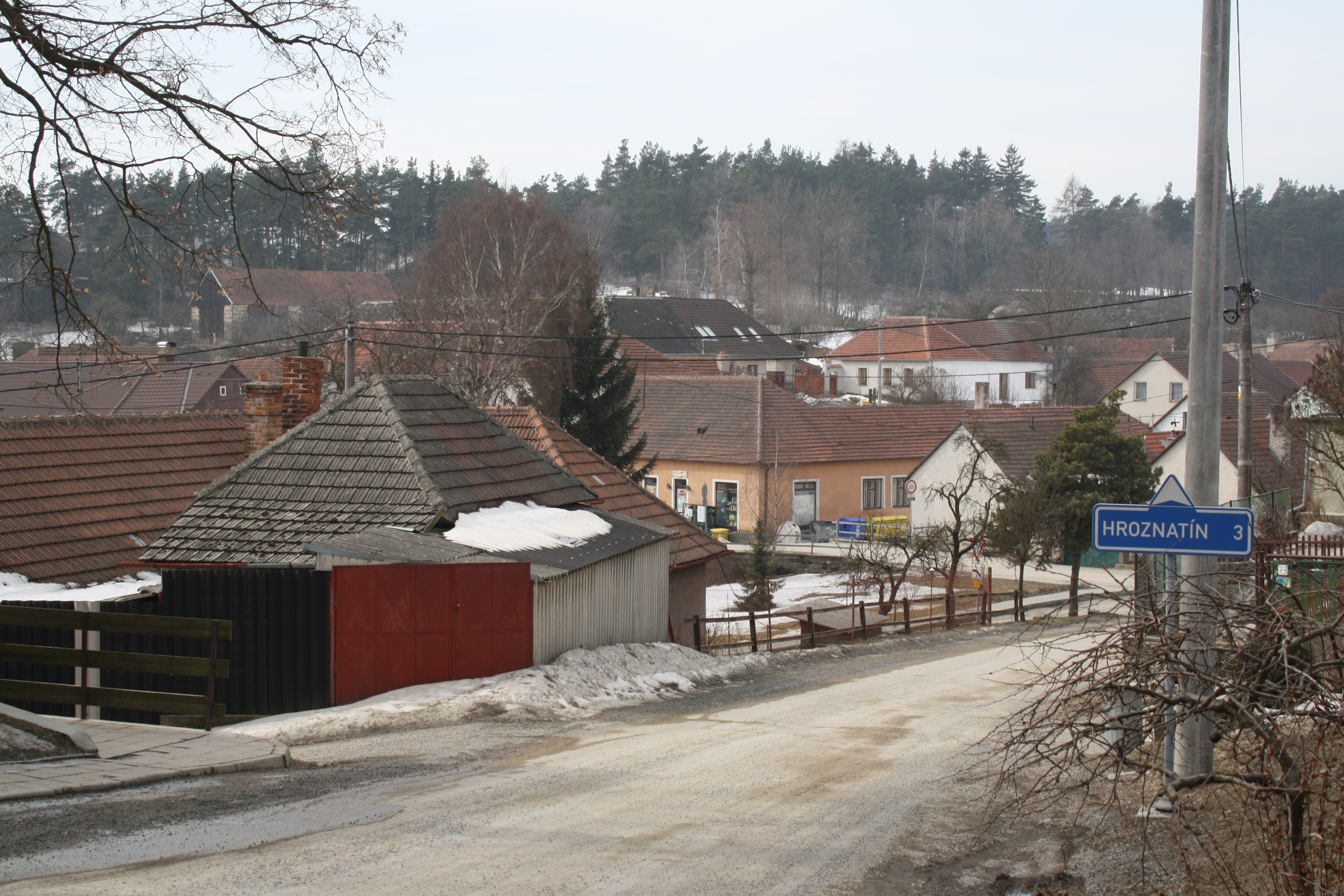
Ortszentrum

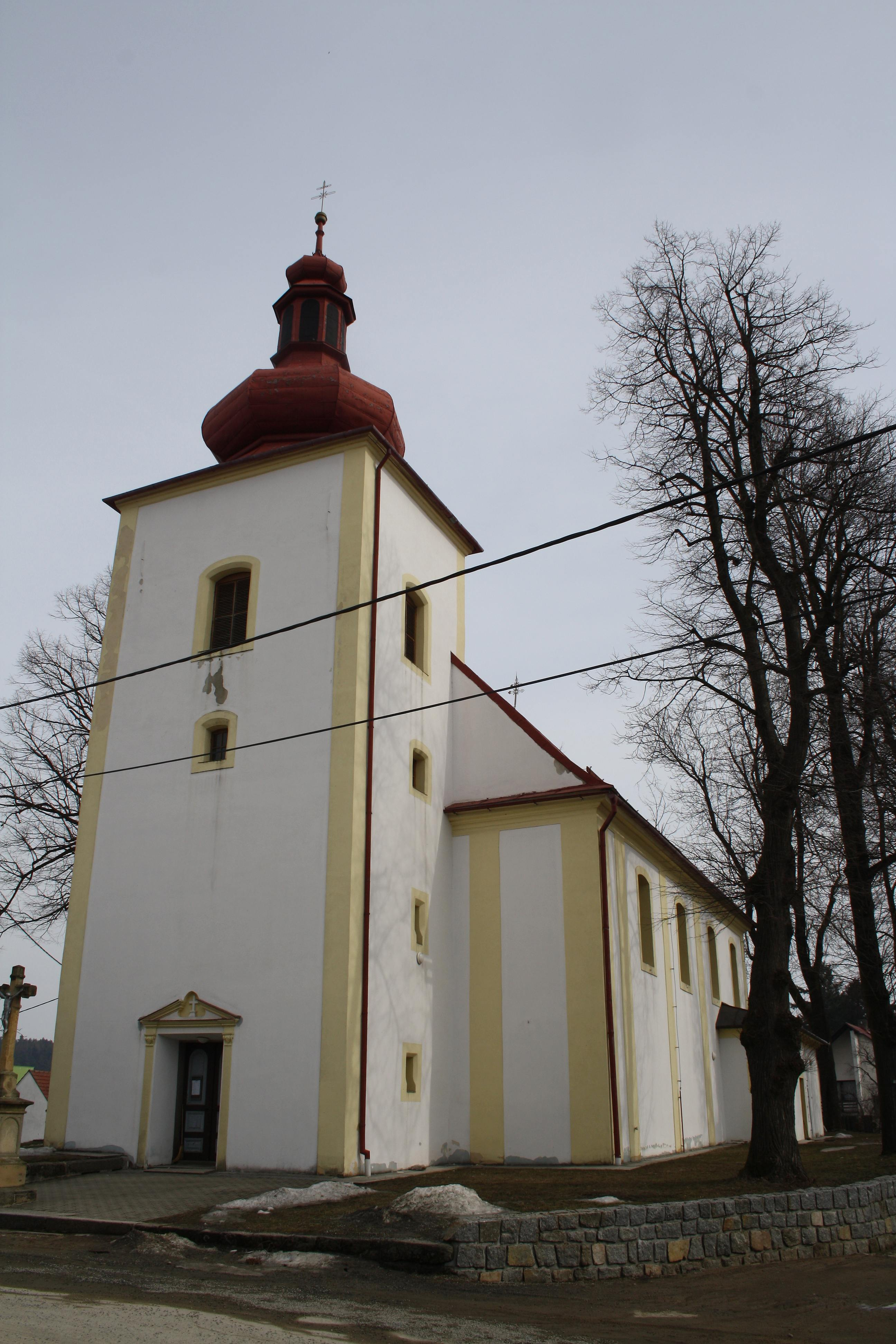
Kirche St. Peter und Paul

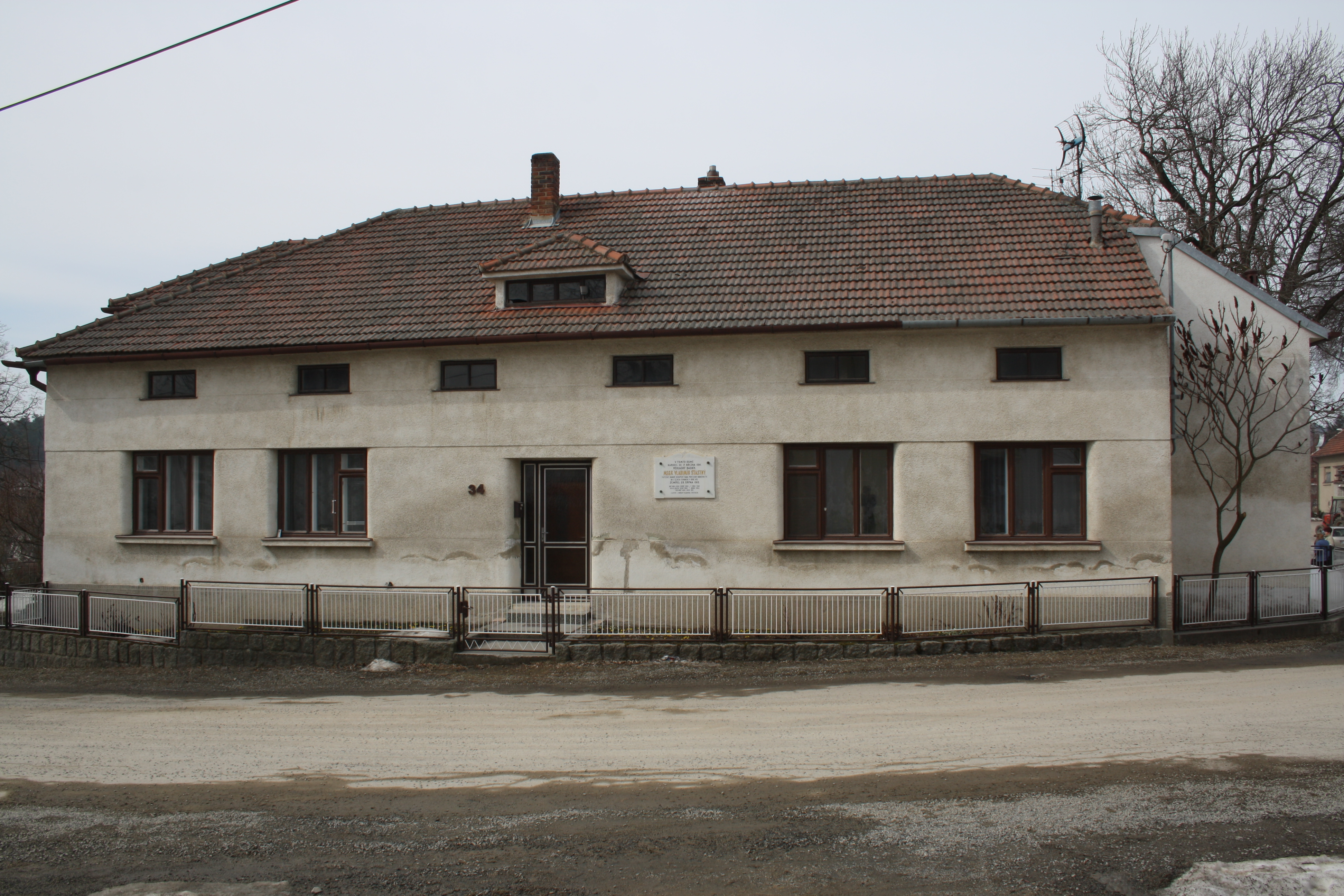
Geburtshaus von Vladimír Šťastný

Rudíkov (deutsch Rudikau) ist eine Gemeinde in Tschechien. Sie liegt neun Kilometer südwestlich von Velké Meziříčí und gehört zum Okres Třebíč.

## Geographie
Rudíkov befindet sich am Oberlauf des Baches Mlýnský potok in der Křižanovská vrchovina (Krischanauer Bergland) im Süden der Böhmisch-Mährischen Höhe. Gegen Norden liegt das Tal der Oslavička. Nördlich erhebt sich der Vlčatínský vrch (590 m n.m.), im Nordosten die Hodovská horka (581 m n.m.)  sowie westlich der Bukový kopec (600 m n.m.). Am östlichen Ortsrand verläuft die Staatsstraße II/360 zwischen Třebíč und Velké Meziříčí, von der südlich des Dorfes die II/390 nach Tasov abzweigt. Einen Kilometer nördlich des Dorfes liegt an der Bahnstrecke Studenec–Křižanov der Bahnhof Rudíkov. Die Gemeinde ist Teil des Naturparks Třebíčsko.
Nachbarorte sind Horní Heřmanice, Nový Telečkov und Vlčatín im Norden, Oslavička und Rohy im Nordosten, Hodov, Kundelov und Věterák im Osten, Budišov, Nárameč und Obora im Südosten, Nový Dvůr und Trnava im Süden, Přeckov im Südwesten, Horní Vilémovice im Westen sowie Hroznatín und Batouchovice im Nordwesten.

## Geschichte
Rudíkov wurde vermutlich im 11. oder 12. Jahrhunderts gegründet. Der Ortsname soll der Überlieferung nach von einem Silberbergwerk an der Stelle der alten Schule hergeleitet sein. Die erste schriftliche Erwähnung von Rvdwicow erfolgte 1234, als Hermann von Rudíkov das [Kirchenpatronat] der Zisterzienserinnenabtei Marienthal bei Oslavany übertrug. Zwei Jahre später überließ Hermann von Rudíkov das Dorf – wahrscheinlich zusammen mit Telečkov – der Zisterzienserinnenabtei. Später gehörte Rudíkov zum Gut Mostiště bzw. zur Herrschaft Ossowa und wurde schließlich Teil der Herrschaft Meziříčí. 
Blaha von Oslawyc schenkte 1366 der Kirche in Rudíkov einige Felder in Chrustow (Chroustov); die nahe gelegene Ansiedlung Chrustow erlosch wahrscheinlich um 1467 während der Belagerung von Třebíč durch die Truppen den ungarischen Königs Matthias Corvinus. Nach der Aufhebung der Zisterzienserinnenabtei Oslavany wurde die Pfarrei Rudíkov wahrscheinlich in der zweiten Hälfte des 16. Jahrhunderts protestantisch. Die Pfarrei erlosch nach der Schlacht am Weißen Berg; Rudíkov war danach zunächst nach Třebíč und anschließend bis 1660 nach Tasov gepfarrt. 1661 wurde in Rudíkov wieder eine Pfarrei eingerichtet, zu deren Besitz auch die beiden Teiche Bezděkov und Dolňák gehörten; das Patronat übte das Bistum Olmütz aus. 1666 ist mit Paul Gillar wieder ein katholischer Pfarrer in Rudíkov nachweislich. Seit 1691 bestand eine Schule. Im Jahre 1721 brannte die Kirche, die bereits vor 1666 zwei Brände überstanden hatte, nieder. Ab 1782 stand die Kirche unter dem Patronat des Bistums Brünn und ab 1787 unter dem Patronat des Religionsfonds. Zwischen 1801 und 1803 erfolgte der Bau einer neuen Kirche. 1812 entstand ein neues Schulgebäude.
Im Jahre 1842 bestand das im Iglauer Kreis an der Handelsstraße von Groß-Meseřitsch nach Trebitsch gelegene Dorf Rudikau bzw. Rudikow aus 60 Häusern, in denen 421 Personen lebten. Rudikau umfasste 18 Bauernstellen, fünf Gärtner und 37 Häusler. Unter dem Patronat des Religionsfonds standen die zum Trebitscher Dekanat gehörige Pfarrei und die Mittelschule. Außerdem gab es im Ort ein Wirtshaus. Rudikau war Pfarrort für Přetschkau, Ober-Herschmanitz, Klein-Woslawitz, Rohy, Neu-Teletschkau, Wltschatin, Batauchowitz, Hrosniatin und Trebitscher Hof. Bis zur Mitte des 19. Jahrhunderts blieb Rudikau der Herrschaft Meziříčí untertänig.
Nach der Aufhebung der Patrimonialherrschaften bildete Rudikov / Rudikau ab 1849 mit den Ortsteilen Batouchovice, Hroznatín, Přeckov, Vlčatín, Oslavička und Ovčírna eine Gemeinde im Gerichtsbezirk Groß Meseritsch. Ab 1869 gehörte Rudikov zum Bezirk Groß Meseritsch. Zu dieser Zeit hatte das Dorf 364 Einwohner und bestand aus 64 Häusern. 
Die Schule wurde 1870 für den zweiklassigen Unterricht erweitert. Im Jahre 1875 erfolgte die Verlegung der Schule vom Haus Nr. 34 und das Haus Nr. 2. Der Verkehr auf der Bahnstrecke Studenetz–Groß Meseritsch wurde 1886 aufgenommen. Hroznatín und Vlčatín lösten sich 1887 los und bildeten eigene Gemeinden. Im selben Jahr begann der dreiklassige Schulunterricht. Im Jahre 1900 lebten in Rudikov 501 Personen; 1910 waren es 531. 1920 gab es in dem Dorf 16 Schuhmacher, drei Schneider, zwei Böttcher, zwei Wirtshäuser, zwei Trafiken, zwei Läden, einen Bäcker, einen Schmied, einen Wagner und einen Maurermeister. Beim Zensus von 1921 lebten in den 136 Häusern des Gemeinde 778 Personen, darunter 775 Tschechen und zwei Juden; das Dorf Rudikov bestand aus 98 Häusern und hatte 501 Einwohner. 1924 wurde der tschechische Ortsname in Rudíkov abgeändert. Im Jahre 1930 bestand Rudíkov aus 92 Häusern und hatte 501 Einwohner. Die Elektrifizierung von Rudíkov begann erst 1930; Hodov und Nárameč waren bereits etliche Jahre zuvor an die Stromversorgung angeschlossen worden. Zwischen 1939 und 1945 gehörte Rudíkov / Rudikau zum Protektorat Böhmen und Mähren. In dieser Zeit war die Gestapo mehrmals auf der Suche nach Irena Svobodová, der Frau des ins Ausland geflohenen Generals Svoboda in Rudíkov. Im Jahre 1950 hatte das Dorf 471 Einwohner. Im Zuge der Gebietsreform und der Aufhebung des Okres Velké Meziříčí wurde die Gemeinde am 1. Juli 1960 dem Okres Třebíč zugewiesen. der Ortsteil Batouchovice wurde 1961 nach Bochovice umgemeindet. Im Jahre 1964 erfolgte die Eingemeindung von Hroznatín. 1980 wurden Nový Telečkov, Oslavička und Ovčírna eingemeindet. Die Ortsteile lösten sich 1990 wieder los. Beim Zensus von 2001 lebten in den 196 Häusern von Rudíkov 659 Personen.

## Sehenswürdigkeiten
- Kirche St. Peter und Paul, erbaut 1801–1803 auf Kosten des Religionsfonds. Sie erhielt drei Altäre, deren Blätter Josef Winterhalder der Jüngere schuf. 1930 erfolgte eine Sanierung. Vor der Kirche steht ein hohes steinernes Kreuz.
- Gemauerte Betsäule im französischen Stil aus dem Jahre 1803
- Armaturenschacht “Ponorka”, nördlich des Dorfes. Er dient dem Druckausgleich des Trinkwasserversorgungssystems von der Talsperre Mostiště in den Okres Třebíč und ähnelt einem eingegrabenen U-Boot.
- Haus Nr. 34, ehemalige Schule, Geburtshaus von Vladimír Šťastný. An dem Gebäude befindet sich eine Gedenktafel.
- Mehrere Wegkreuze
- Aussichtsturm Rudíkov, südlich des Dorfes

## Söhne und Töchter der Gemeinde
- Vladimír Šťastný (1841–1910), Priester und Schriftsteller
- Jan Voneš (* 2000), Radsportler